# Lista de atletas brasileiros nos Jogos Olímpicos de Verão de 1992
A lista a seguir discrimina os atletas brasileiros que participaram da Barcelona 1992, independentemente de terem logrado êxito na busca por medalhas.
Nos Jogos Olímpicos de Verão de 1992, os Jogos de número XXV, em Barcelona, na Espanha, o Brasil participou de sua décima sétima Olimpíada, sendo a décima sexta participação nos Jogos de Verão, com 197 atletas, sendo 146 homens e 51 mulheres em 23 esportes: tiro com arco, ginástica artística, nado sincronizado, atletismo, basquetebol, boxe, ciclismo, saltos ornamentais, hipismo, esgrima, judô, ginástica rítmica, remo, vela, tiro esportivo, natação, tênis de mesa, tênis, voleibol, levantamento de peso, luta Olímpica e estreou na canoagem e no handebol, além de participar do torneio de demonstração do voleibol de praia, conquistando 3 medalhas: 2 de ouro e 1 de prata.
Subsedes:
A Cidade sede e as subsedes de Sabadell, Zaragoza e Valência acolheram o torneio de futebol. Já a subsede de Almería recebeu as partidas do torneio de demonstração do vôlei de praia. Outras subsedes: Mollet del Vallès (tiro esportivo e pentatlo moderno); Castelldefels (canoagem); Montmeló (ciclismo de estrada); Montanyà (hipismo); Hospitalet de Llobregat e Viladecans (beisebol); Terrassa (hóquei); Bañolas (remo); Badalona (boxe e basquetebol); Granollers (handebol); Seo de Urgel (canoagem slalom); Reus, Sant Sadurní d'Anoia e Vic (hóquei sobre patins); Sant Sadurní d'Anoia (ciclismo de estrada).
A delegação foi chefiada por José Carlos de Paula e, apesar de menos da metade das medalhas da edição anterior, o país teve conquistas significativas, voltando a ganhar dois ouros, o que não acontecia há 12 anos.
Num desses ouros, o judoca Rogério Sampaio Cardoso conquistou o segundo título do judô brasileiro, dessa vez no "peso meio-leve" e foi uma medalha cheia de história. A vaga original era do irmão de Rogério, Ricardo Sampaio Cardoso que competiu em 1988, mas faleceu em abril de 1991. Rogério que estava inativo há alguns meses voltou a treinar, precisou contar com empréstimos de quimonos para isso e teve de perder peso para mudar de categoria e conquistar a vaga do irmão, mas sem pretensão de medalha. O objetivo era apenas representar Ricardo e talvez beliscar as quartas de final, porém acabou surpreendendo e subindo no alto do pódio.
O outro ouro veio do "vôlei masculino", com uma seleção renovada treinada por José Roberto Guimarães, com Amauri Ribeiro como último remanescente da geração de prata e Pampa, Carlão, Maurício e Paulão retornando dos Jogos anteriores, acompanhados de Giovane, Tande, Douglas, Jorge Édson e Marcelo Negrão, entre outros.
A prata veio das piscinas com a primeira conquista de Gustavo Borges, a quinta da natação brasileira e a segunda nos "100 metros rasos".
Nessa edição Amauri Ribeiro entrou para o grupo de medalhistas múltiplos. Agora são 19 atletas com duas conquistas de pódio em Olimpíadas (Vide seção "Multimedalhistas").
Outros destaques:
Luísa Parente disputou sua 2.° Olimpíada, mas dessa vez não avançou para nenhuma final. Seu melhor resultado foi o 29.° lugar no "salto sobre a mesa" e no individual geral concluiu na 57.ª posição; no atletismo o Brasil disputou quatro finais, conquistando três 4.os lugares, entre esses nos "800 metros rasos" com Zequinha Barbosa e nos "200 metros rasos" com Robson Caetano que ainda esteve no time do revezamento 4x400 metros que também chegou em 4.° lugar; treinados por José Medalha, os jogadores Oscar, Marcel, Maury, Pipoka, Guerrinha, Gérson, Israel e outros levaram o "basquete masculino" ao 5.° lugar; o "basquete feminino" estreou nos Jogos e Hortência, Paula, Janeth e outras treinadas por Maria Helena Cardoso ficaram na 7.ª colocação; no hipismo Rodrigo Pessoa estreou aos 19 anos, competindo junto com o pai, Nelson Pessoa Filho e avançou à final do individual do "concurso de saltos" terminando na 9.ª posição; o "judô" feminino estreou oficialmente e foi a primeira vez que o Brasil classificou atletas em todas as 14 categorias, incluindo a judoca Tânia Ishii, filha do sensei Chiaki Ishii, primeiro judoca brasileiro a ganhar uma medalha Olímpica, 20 anos antes, na Munique 1972; na vela a melhor colocação foi o 8.° lugar de Lars Grael e Clínio Freitas na "classe tornado"; na natação Gustavo Borges ainda esteve nos dois times de "revezamento" que avançaram à final, terminando em 6.° e 7.° lugares; Jaime Oncins estreou no tênis de "simples masculino" e alcançou as quartas de final; o "vôlei feminino" chegou à fase final pela primeira vez e disputou a decisão pelo bronze, ficando na 4.ª posição, com Ana Moser, Ida, Leila, Márcia Fu, Fofão e Fernanda Venturini, entre outras, treinadas por Wadson Lima. Foram os Jogos do vôlei brasileiro, além dos resultados na quadra, foi também a estreia do "vôlei de praia" nas areias de Almería como esporte de demonstração, que também contou pontos para o Circuito Mundial de Voleibol de Praia de 1992, e das seis duplas premiadas, três delas eram brasileiras, além do 4.° lugar no torneio feminino e do 7.° lugar no torneio masculino.
Abaixo segue a relação dos esportistas brasileiros participantes da Barcelona 1992.

## Tiro com arco
Masculino
| Atleta        | Modalidade           | Preliminar 30 m     | Preliminar 50 m     | Preliminar 70 m     | Preliminar 90 m     | Pontuação total     | Rodada 1                       | Rodada 2             | Quartas de final     | Semifinal            | Final                | Colocação final | Referência(s) |
| Atleta        | Modalidade           | Resultado Colocação | Resultado Colocação | Resultado Colocação | Resultado Colocação | Resultado Colocação | Adversário Resultado           | Adversário Resultado | Adversário Resultado | Adversário Resultado | Adversário Resultado | Colocação final | Referência(s) |
| ------------- | -------------------- | ------------------- | ------------------- | ------------------- | ------------------- | ------------------- | ------------------------------ | -------------------- | -------------------- | -------------------- | -------------------- | --------------- | ------------- |
| Vítor Krieger | masculino individual | 345 =32.°           | 314 =44.°           | 325 =18.°           | 293 =25.°           | 1277 29.° Q         | EUN Vladimir Yesheyev D 95-106 | Não avançou          | Não avançou          | Não avançou          | Não avançou          | 30.°            | [ 7 ]         |
| Renato Emílio | masculino individual | 348 =18.°           | 311 =49.°           | 317 =42.°           | 275 55.°            | 1251 49.°           | Não avançou                    | Não avançou          | Não avançou          | Não avançou          | Não avançou          | 49.°            | [ 7 ]         |

## Ginástica artística
Masculino
Individual
| Atleta                              | Modalidade       | Qualificação       | Qualificação     | Qualificação       | Qualificação       | Qualificação     | Qualificação | Qualificação | Qualificação | Final              | Final            | Final              | Final              | Final            | Final       | Final       | Final     | Referência(s) |
| Atleta                              | Modalidade       | Aparelho           | Aparelho         | Aparelho           | Aparelho           | Aparelho         | Aparelho     | Total        | Colocação    | Aparelho           | Aparelho         | Aparelho           | Aparelho           | Aparelho         | Aparelho    | Total       | Colocação | Referência(s) |
| Atleta                              | Modalidade       | exercícios de solo | cavalo de arções | balanço de argolas | salto sobre a mesa | barras paralelas | barra fixa   | Total        | Colocação    | exercícios de solo | cavalo de arções | balanço de argolas | salto sobre a mesa | barras paralelas | barra fixa  | Total       | Colocação | Referência(s) |
| ----------------------------------- | ---------------- | ------------------ | ---------------- | ------------------ | ------------------ | ---------------- | ------------ | ------------ | ------------ | ------------------ | ---------------- | ------------------ | ------------------ | ---------------- | ----------- | ----------- | --------- | ------------- |
| Marco Antônio Vasconcellos Monteiro | individual geral | 18.425 81.°        | 18.150 =80.°     | 17.875 87.°        | 18.300 89.°        | 18.450 =77.°     | 18.375 80.°  | 109.575      | 84.°         | Não avançou        | Não avançou      | Não avançou        | Não avançou        | Não avançou      | Não avançou | Não avançou | 84.°      | [ 8 ]         |

Aparelhos
| Atleta                              | Modalidade         | Qualificação        | Final               | Colocação final | Referência(s) |
| Atleta                              | Modalidade         | Resultado Colocação | Resultado Colocação | Colocação final | Referência(s) |
| ----------------------------------- | ------------------ | ------------------- | ------------------- | --------------- | ------------- |
| Marco Antônio Vasconcellos Monteiro | exercícios de solo | 18.425 81.°         | Não avançou         | 81.°            | [ 9 ]         |
| Marco Antônio Vasconcellos Monteiro | cavalo de arções   | 18.150 =80.°        | Não avançou         | =80.°           | [ 10 ]        |
| Marco Antônio Vasconcellos Monteiro | balanço de argolas | 17.875 87.°         | Não avançou         | 87.°            | [ 11 ]        |
| Marco Antônio Vasconcellos Monteiro | salto sobre a mesa | 18.300 89.°         | Não avançou         | 89.°            | [ 12 ]        |
| Marco Antônio Vasconcellos Monteiro | barras paralelas   | 18.450 =77.°        | Não avançou         | =77.°           | [ 13 ]        |
| Marco Antônio Vasconcellos Monteiro | barra fixa         | 18.375 80.°         | Não avançou         | 80.°            | [ 14 ]        |

Feminino
Individual
| Atleta        | Modalidade       | Qualificação       | Qualificação       | Qualificação        | Qualificação        | Qualificação | Qualificação | Final              | Final              | Final               | Final               | Final       | Final     | Referência(s) |
| Atleta        | Modalidade       | Aparelho           | Aparelho           | Aparelho            | Aparelho            | Total        | Colocação    | Aparelho           | Aparelho           | Aparelho            | Aparelho            | Total       | Colocação | Referência(s) |
| Atleta        | Modalidade       | exercícios de solo | salto sobre a mesa | barras assimétricas | trave de equilíbrio | Total        | Colocação    | exercícios de solo | salto sobre a mesa | barras assimétricas | trave de equilíbrio | Total       | Colocação | Referência(s) |
| ------------- | ---------------- | ------------------ | ------------------ | ------------------- | ------------------- | ------------ | ------------ | ------------------ | ------------------ | ------------------- | ------------------- | ----------- | --------- | ------------- |
| Luísa Parente | individual geral | 19.137 =63.°       | 19.624 =29.°       | 19.549 =43.°        | 18.487 81.°         | 76.797       | 57.°         | Não avançou        | Não avançou        | Não avançou         | Não avançou         | Não avançou | 57.°      | [ 15 ]        |

Aparelhos
| Atleta        | Modalidade          | Qualificação        | Final               | Colocação final | Referência(s) |
| Atleta        | Modalidade          | Resultado Colocação | Resultado Colocação | Colocação final | Referência(s) |
| ------------- | ------------------- | ------------------- | ------------------- | --------------- | ------------- |
| Luísa Parente | exercícios de solo  | 19.137 =63.°        | Não avançou         | =63.°           | [ 16 ]        |
| Luísa Parente | salto sobre a mesa  | 19.624 =29.°        | Não avançou         | =29.°           | [ 17 ]        |
| Luísa Parente | barras assimétricas | 19.549 =43.°        | Não avançou         | =43.°           | [ 18 ]        |
| Luísa Parente | trave de equilíbrio | 18.487 81.°         | Não avançou         | 81.°            | [ 19 ]        |

## Nado sincronizado
Feminino
| Aleta                           | Modalidade | Preliminar     | Preliminar           | Preliminar      | Preliminar  | Final       | Final       | Final           | Final           | Referência(s) |
| Aleta                           | Modalidade | Figura técnica | Rotina musical livre | Resultado total | Colocação   | Técnica     | Livre       | Resultado total | Colocação final | Referência(s) |
| ------------------------------- | ---------- | -------------- | -------------------- | --------------- | ----------- | ----------- | ----------- | --------------- | --------------- | ------------- |
| Gláucia Soutinho                | solo       | 83.383 35.° Q  | 89.680 16.°          | 173.063 16.°    | 16.°        | Não avançou | Não avançou | Não avançou     | 16.°            | [ 20 ]        |
| Fernanda Veirano                | solo       | 82.396 39.°    | Não avançou          | Não avançou     | Não avançou | Não avançou | Não avançou | Não avançou     | 24.°            | [ 20 ]        |
| Cristiana Lobo                  | solo       | 79.906 48.°    | Não avançou          | Não avançou     | Não avançou | Não avançou | Não avançou | Não avançou     | 25.°            | [ 20 ]        |
| Fernanda Veirano Cristiana Lobo | dueto      | 81.151 16.°    | 90.680 15.°          | 171.831         | 15.°        | Não avançou | Não avançou | Não avançou     | 16.°            | [ 21 ]        |

## Atletismo
Masculino
Eventos de pista e de estrada
| Atleta | Modalidade            | Eliminatória | Eliminatória | Quartas de final | Quartas de final | Semifinal   | Semifinal   | Final       | Final     | Referência(s) |
| Atleta | Modalidade            | Resultado    | Colocação    | Resultado        | Colocação        | Resultado   | Colocação   | Resultado   | Colocação | Referência(s) |
| --- | --------------------- | ------------ | ------------ | ---------------- | ---------------- | ----------- | ----------- | ----------- | --------- | ------------- |
| Robson Caetano | 100 m                 | 10.24        | 1.° Q        | 10.29            | 2.° Q            | 10.32       | 6.°         | Não avançou | 11.°      | [ 22 ]        |
| Robson Caetano | 200 m                 | 20.62        | 1.° Q        | 20.35            | 1.° Q            | 20.15       | 3.° Q       | 20.45       | 4.°       | [ 23 ]        |
| Arnaldo Oliveira                                                                                                  | 100 m                 | 10.55        | 2.° Q        | 10.47            | 6.°              | Não avançou | Não avançou | Não avançou | 24.°      | [ 22 ]        |
| André Domingos | 100 m                 | 10.78        | 5.°          | Não avançou      | Não avançou      | Não avançou | Não avançou | Não avançou | 48.°      | [ 22 ]        |
| Sérgio de Menezes                                                                                                 | 200 m                 | 21.17        | 3.° Q        | 21.00            | 6.°              | Não avançou | Não avançou | Não avançou | 26.°      | [ 23 ]        |
| Sidney Telles de Souza                                                                                            | 200 m                 | 20.72        | 2.° Q        | 20.69            | 2.° Q            | 20.88       | 7.°         | Não avançou | 14.°      | [ 23 ]        |
| Sidney Telles de Souza                                                                                            | 400 m                 | 45.92        | 3.° Q        | 45.55            | 5.°              | Não avançou | Não avançou | Não avançou | 20.°      | [ 24 ]        |
| Ediélson Rocha Tenório                                                                                            | 400 m                 | 46.31        | 5.° q        | 46.34            | 6.°              | Não avançou | Não avançou | Não avançou | 22.°      | [ 24 ]        |
| Zequinha Barbosa                                                                                                  | 800 m                 | 1:46.16      | 1.° Q        | _                | _                | 1:45.32     | 2.° Q       | 1:45.06     | 4.°       | [ 25 ]        |
| Edgard de Oliveira Júnior                                                                                         | 1500 m                | 3:38.68      | 7.° q        | _                | _                | 3:42.53     | 12.°        | Não avançou | 23.°      | [ 26 ]        |
| Osmiro de Souza Silva                                                                                             | maratona              | _            | _            | _                | _                | _           | _           | 2:17.16     | 24.°      | [ 27 ]        |
| Joseildo Rocha da Silva                                                                                           | maratona              | _            | _            | _                | _                | _           | _           | 2:26.00     | 56.°      | [ 27 ]        |
| Diamantino dos Santos                                                                                             | maratona              | _            | _            | _                | _                | _           | _           | DNF         | 96.°      | [ 27 ]        |
| Joilto dos Santos Bonfim                                                                                          | 110 m com barreiras   | 14.06        | 7.°          | Não avançou      | Não avançou      | Não avançou | Não avançou | Não avançou | 33.°      | [ 28 ]        |
| Eronilde Nunes de Araújo                                                                                          | 400 m com barreiras   | 49.10        | 2.° Q        | _                | _                | 49.66       | 8.°         | Não avançou | 14.°      | [ 29 ]        |
| Pedro Chiamulera                                                                                                  | 400 m com barreiras   | DNF          | 5.°          | _                | _                | Não avançou | Não avançou | Não avançou | 45.°      | [ 29 ]        |
| Clodoaldo Lopes do Carmo                                                                                          | 3000 m com obstáculos | 8:26.31      | 2.° Q        | _                | _                | 8:20.46     | 2.° Q       | 8:25.92     | 11.°      | [ 30 ]        |
| Sérgio Vieira Galdino                                                                                             | marcha atlética 20 km | _            | _            | _                | _                | _           | _           | 1:33:32     | 27.°      | [ 31 ]        |
| Marcelo Moreira Palma                                                                                             | marcha atlética 20 km | _            | _            | _                | _                | _           | _           | 1:40:11     | 32.°      | [ 31 ]        |
| Ademar José Kammler                                                                                               | marcha atlética 20 km | _            | _            | _                | _                | _           | _           | DNF         | 36.°      | [ 31 ]        |
| Ediélson Rocha Tenório Robson Caetano Sérgio de Menezes Sidney Telles de Souza Eronilde Nunes de Araújo (reserva) | 4×400 m               | 3:01.38      | 1.° Q        | _                | _                | _           | _           | 3:01.61     | 4.°       | [ 32 ]        |

Eventos de campo
| Atleta                       | Modalidade   | Qualificação | Qualificação | Final       | Final     | Referência(s) |
| Atleta                       | Modalidade   | Resultado    | Colocação    | Resultado   | Colocação | Referência(s) |
| ---------------------------- | ------------ | ------------ | ------------ | ----------- | --------- | ------------- |
| Anísio Souza Silva           | salto triplo | 16.03        | 17.°         | Não avançou | 29.°      | [ 33 ]        |
| Jorge Luiz Teixeira da Silva | salto triplo | 15.64        | 19.°         | Não avançou | 38.°      | [ 33 ]        |

Eventos combinados
| Atleta                        | Modalidade | 100 m rasos         | salto em distância  | arremesso de peso   | salto em altura     | 400 m rasos         | 110 m com barreiras | lançamento de disco | salto com vara      | lançamento de dardo | 1500 m rasos        | Final                      | Referência(s) |
| Atleta                        | Modalidade | Resultado Colocação | Resultado Colocação | Resultado Colocação | Resultado Colocação | Resultado Colocação | Resultado Colocação | Resultado Colocação | Resultado Colocação | Resultado Colocação | Resultado Colocação | Pontos Resultado Colocação | Referência(s) |
| ----------------------------- | ---------- | ------------------- | ------------------- | ------------------- | ------------------- | ------------------- | ------------------- | ------------------- | ------------------- | ------------------- | ------------------- | -------------------------- | ------------- |
| Pedro Ferreira da Silva Filho | decatlo    | 11.21 22.°          | 7.00 27.°           | 14.71 13.°          | 2.06 =6.°           | 49.55 15.°          | 14.70 7.°           | NM 31.°             | DNS =30.°           | DNS =30.°           | DNS =29.°           | 4980.00 DNF 30.°           | [ 34 ]        |

Feminino
Eventos de pista e de estrada
| Atleta             | Modalidade | Eliminatória | Eliminatória | Quartas de final | Quartas de final | Semifinal | Semifinal | Final       | Final     | Referência(s) |
| Atleta             | Modalidade | Resultado    | Colocação    | Resultado        | Colocação        | Resultado | Colocação | Resultado   | Colocação | Referência(s) |
| ------------------ | ---------- | ------------ | ------------ | ---------------- | ---------------- | --------- | --------- | ----------- | --------- | ------------- |
| Carmem de Oliveira | 10000 m    | 34:48.21     | 19.°         | _                | _                | _         | _         | Não avançou | 37.°      | [ 35 ]        |
| Márcia Narloch     | maratona   | _            | _            | _                | _                | _         | _         | 2:44.32     | 17.°      | [ 36 ]        |
| Janete Mayal       | maratona   | _            | _            | _                | _                | _         | _         | 3:00.23     | 31.°      | [ 36 ]        |

## Basquetebol
Masculino
Primeira fase
Grupo A
| D |  | Croácia | 93–76 | Brasil |  |  |  |

| D |  | Espanha | 101–100 | Brasil |  |  |  |

| V |  | Brasil | 76–66 | Angola |  |  |  |

| D |  | Estados Unidos | 127–83 | Brasil |  |  |  |

| V |  | Brasil | 85–76 | Alemanha |  |  |  |

Colocação no grupo: 3.° Q
Tabela - Grupo A
| Equipe         | Jogos | Vitórias | Derrotas | Pontos pró | Pontos contra | Saldo de pontos | Pontuação | Confronto direto |
| -------------- | ----- | -------- | -------- | ---------- | ------------- | --------------- | --------- | ---------------- |
| Estados Unidos | 5     | 5        | 0        | 579        | 350           | +229            | 10        |                  |
| Croácia        | 5     | 4        | 1        | 423        | 400           | +23             | 8         |                  |
| Brasil         | 5     | 2        | 3        | 420        | 463           | -43             | 4         | 1V–0D            |
| Alemanha       | 5     | 2        | 3        | 369        | 432           | -63             | 4         | 0V–1D            |
| Angola         | 5     | 1        | 4        | 324        | 392           | -68             | 2         | 1–0              |
| Espanha        | 5     | 1        | 4        | 398        | 476           | -78             | 2         | 0V–1D            |

|  | Classificados para as quartas |
|  | Disputa de 9.° a 12.°         |

Quartas de final
| D |  | Lituânia | 114–96 | Brasil |  |  |  |

Torneio de 5.° a 8.°
| V |  | Brasil | 104–86 | Porto Rico |  |  |  |

Disputa do 5.° lugar
| V |  | Brasil | 90–80 | Austrália |  |  |  |

Colocação final: 5.°
Equipe:
Cadum Guimarães
Fernando Minucci
Gérson Victalino
Israel Andrade
João Pipoka
Jorge Guerrinha
Josuel dos Santos
Marcel de Souza
Maury de Souza
Oscar Schmidt
Paulinho Villas Boas
Rolando Ferreira Junior

Referência(s): 
Feminino
Primeira fase
Grupo A
| V |  | Brasil | 85–70 | Itália |  |  |  |

| D |  | Cuba | 95–88 | Brasil | (80-80•15-8>AET) |  |  |

| D |  | Equipa Unificada | 76–64 | Brasil |  |  |  |

Colocação no grupo: 3.°
Tabela - Grupo A
| Equipe           | Jogos | Vitórias | Derrotas | Pontos pró | Pontos contra | Saldo de pontos | Pontuação |
| ---------------- | ----- | -------- | -------- | ---------- | ------------- | --------------- | --------- |
| Cuba             | 3     | 3        | 0        | 246        | 230           | +16             | 6         |
| Equipa Unificada | 3     | 2        | 1        | 244        | 222           | +22             | 4         |
| Brasil           | 3     | 1        | 2        | 237        | 241           | -4              | 2         |
| Itália           | 3     | 0        | 3        | 190        | 224           | -34             | 0         |

|  | Classificados para a semifinal |
|  | Disputa de 5.° a 8.°           |

Torneio de 5.° a 8.°
| D |  | Tchecoslováquia | 74–62 | Brasil |  |  |  |

Disputa do 7.° lugar
| V |  | Brasil | 86–83 | Itália | (78-78•8-5>AET) |  |  |

Colocação final: 7.°
Equipe:
Adriana Santos
Helen Luz
Hortência Marcari
Janeth Arcain
Joyce Baptista
Marta Sobral
Nádia Bento de Lima
Paula Gonçalves
Ruth Roberta de Souza
Simone Pontello
Vânia Hernandes
Zezé Bertolotti

Referência(s): 

## Boxe
Masculino
| Atleta                   | Modalidade         | 1ª Rodada                      | 2ª Rodada                   | 3ª Rodada            | Quartas de final     | Semifinal            | Final                | Colocação final | Referência(s) |
| Atleta                   | Modalidade         | Adversário Resultado           | Adversário Resultado        | Adversário Resultado | Adversário Resultado | Adversário Resultado | Adversário Resultado | Colocação final | Referência(s) |
| ------------------------ | ------------------ | ------------------------------ | --------------------------- | -------------------- | -------------------- | -------------------- | -------------------- | --------------- | ------------- |
| Luís Cláudio Freitas     | peso mosca         | KOR Gwang-Hyung Han V 15-9     | TAN Benjamin Mwangata D 7-8 | Não avançou          | Não avançou          | Não avançou          | Não avançou          | =9.°            | [ 39 ]        |
| Rogério de Brito Dezorzi | peso pena          | PNG Steven Kevi V 20-6         | EUN Ramaz Palyani D 2-19    | Não avançou          | Não avançou          | Não avançou          | Não avançou          | =9.°            | [ 40 ]        |
| Adílson Rosa Silva       | peso leve          | USA Oscar de la Hoya D RSC-3   | Não avançou                 | Não avançou          | Não avançou          | Não avançou          | Não avançou          | =17.°           | [ 41 ]        |
| Lucas França             | peso médio-ligeiro | THA Chalit Boonsingkarn D 2-16 | Não avançou                 | Não avançou          | Não avançou          | Não avançou          | Não avançou          | =17.°           | [ 42 ]        |

## Canoagem
Masculino
Slalom
| Atleta           | Modalidade | Preliminares        | Preliminares        | Preliminares    | Final               | Final               | Final           | Colocação final | Referência(s) |
| Atleta           | Modalidade | Corrida 1 Colocação | Corrida 2 Colocação | Total Colocação | Corrida 1 Colocação | Corrida 2 Colocação | Total Colocação | Colocação final | Referência(s) |
| ---------------- | ---------- | ------------------- | ------------------- | --------------- | ------------------- | ------------------- | --------------- | --------------- | ------------- |
| Marlon Grings    | K-1        | 125.86 30.°         | 120.82 22.°         | 120.82 30.°     | Não avançou         | Não avançou         | Não avançou     | 30.°            | [ 43 ]        |
| Gustavo Selbach  | K-1        | 122.14 25.°         | 127.09 29.°         | 122.14 31.°     | Não avançou         | Não avançou         | Não avançou     | 31.°            | [ 43 ]        |
| Leonardo Selbach | C-1        | 155.84 28.°         | 140.60 23.°         | 140.60 26.°     | Não avançou         | Não avançou         | Não avançou     | 26.°            | [ 44 ]        |

Velocidade
| Atleta                                        | Modalidade | Eliminatórias | Eliminatórias | Repescagem | Repescagem | Semifinal   | Semifinal   | Final       | Final       | Colocação final | Referência(s) |
| Atleta                                        | Modalidade | Resultado     | Colocação     | Resultado  | Colocação  | Resultado   | Colocação   | Resultado   | Colocação   | Colocação final | Referência(s) |
| --------------------------------------------- | ---------- | ------------- | ------------- | ---------- | ---------- | ----------- | ----------- | ----------- | ----------- | --------------- | ------------- |
| Sebastián Cuattrin                            | K-1 500 m  | 1:48.86       | 7.° R         | 1:46.56    | 5.°        | Não avançou | Não avançou | Não avançou | Não avançou | 23.°            | [ 45 ]        |
| Sebastián Cuattrin                            | K-1 1000 m | 4:09.13       | 7.° R         | 3:41.68    | 5.°        | Não avançou | Não avançou | Não avançou | Não avançou | 22.°            | [ 46 ]        |
| Álvaro Acco Koslowski Jefferson Bispo Lacerda | K-2 500 m  | 1:43.23       | 7.° R         | 1:37.15    | 6.°        | Não avançou | Não avançou | Não avançou | Não avançou | 25.°            | [ 47 ]        |
| Álvaro Acco Koslowski Jefferson Bispo Lacerda | K-2 1000 m | 3:48.59       | 6.° R         | 3:31.45    | 7.°        | Não avançou | Não avançou | Não avançou | Não avançou | 26.°            | [ 48 ]        |

## Ciclismo
Masculino
Estrada
Velocidade
| Atleta                                                                    | Modalidade          | Resultado | Colocação | Referência(s) |
| ------------------------------------------------------------------------- | ------------------- | --------- | --------- | ------------- |
| Wanderley Magalhães Azevedo                                               | 194.4 km individual | 4:35:56   | 28.°      | [ 49 ]        |
| Tonny Azevedo                                                             | 194.4 km individual | DNF       | 99.°      | [ 49 ]        |
| Hernandes Quadri Júnior                                                   | 194.4 km individual | DNF       | 100.°     | [ 49 ]        |
| Eurípedes Íris Ferreira Fernando Louro Hernandes Quadri Júnior Márcio May | 100 km equipe       | 2:22:00   | 20.°      | [ 50 ]        |

Pista
Corrida por pontos
| Atleta         | Modalidade               | Semifinal | Semifinal    | Semifinal | Final       | Final        | Final     | Referência(s) |
| Atleta         | Modalidade               | Pontos    | Voltas atrás | Colocação | Pontos      | Voltas atrás | Colocação | Referência(s) |
| -------------- | ------------------------ | --------- | ------------ | --------- | ----------- | ------------ | --------- | ------------- |
| Fernando Louro | 30 km - 50 km individual | 5         | 1            | 14.°      | Não avançou | Não avançou  | 27.°      | [ 51 ]        |

Feminino
Estrada
Velocidade
| Atleta            | Modalidade       | Resultado | Colocação | Referência(s) |
| ----------------- | ---------------- | --------- | --------- | ------------- |
| Cláudia Carceroni | 81 km individual | 2:23:52   | 48.°      | [ 52 ]        |

## Saltos ornamentais
Feminino
| Atleta          | Modalidade      | Preliminar | Preliminar | Final       | Final       | Final       | Final           | Referência(s) |
| Atleta          | Modalidade      | Resultado  | Colocação  | Resultado   | Colocação   | Total       | Colocação final | Referência(s) |
| --------------- | --------------- | ---------- | ---------- | ----------- | ----------- | ----------- | --------------- | ------------- |
| Silvana Neitzke | plataforma 10 m | 230.70     | 28.°       | Não avançou | Não avançou | Não avançou | 28.°            | [ 53 ]        |

## Hipismo
Aberto
Concurso completo de equitação
| Atleta                | Cavalo      | Modalidade           | Adestramento          | Cross-country         | Saltos                | Total                 | Fase 2                | Colocação final | Referência(s) |
| Atleta                | Cavalo      | Modalidade           | Penalidades Colocação | Penalidades Colocação | Penalidades Colocação | Penalidades Colocação | Penalidades Colocação | Colocação final | Referência(s) |
| --------------------- | ----------- | -------------------- | --------------------- | --------------------- | --------------------- | --------------------- | --------------------- | --------------- | ------------- |
| Luciano Miranda Drubi | Xilena      | equitação individual | 82.20 74.°            | 240.80 69.°           | 5.00 =9.°             | 328.00 60.°           | 323.00 69.°           | 60.°            | [ 54 ]        |
| Serguei Fofanoff      | Kaiser Eden | equitação individual | 71.20 59.°            | DQ 82.°               | DNS SC                | NM 66.°               | DNF =73.°             | 66.°            | [ 54 ]        |

Concurso de saltos
| Atleta                                                                                     | Cavalo                               | Modalidade        | Classificatória       | Classificatória       | Classificatória       | Classificatória       | Final                 | Final                 | Final                 | Colocação final | Referência(s) |
| Atleta                                                                                     | Cavalo                               | Modalidade        | Rodada 1              | Rodada 2              | Rodada 3              | Total                 | Rodada 1              | Rodada 2              | Total                 | Colocação final | Referência(s) |
| Atleta                                                                                     | Cavalo                               | Modalidade        | Penalidades Colocação | Penalidades Colocação | Penalidades Colocação | Penalidades Colocação | Penalidades Colocação | Penalidades Colocação | Penalidades Colocação | Colocação final | Referência(s) |
| ------------------------------------------------------------------------------------------ | ------------------------------------ | ----------------- | --------------------- | --------------------- | --------------------- | --------------------- | --------------------- | --------------------- | --------------------- | --------------- | ------------- |
| Rodrigo Pessoa                                                                             | Special Envoy                        | saltos individual | 82.50 =1.°            | 56.00 =28.°           | 84.50 =3.° Q          | 223.00 1.° Q          | 4.00 =6.° Q           | 12.00 =12.°           | 16.00 9.°             | 9.°             | [ 55 ]        |
| Carlos Vinícius Gonçalves da Motta                                                         | Wendy                                | saltos individual | 19.00 69.°            | 72.50 =8.°            | 64.00 24.°            | 155.50 26.° Q         | 16.00 =30.°           | Não avançou           | Não avançou           | 31.°            | [ 55 ]        |
| Vitor Alves Teixeira                                                                       | Attack Z                             | saltos individual | 34.00 54.°            | 44.00 44.°            | 49.50 =38.°           | 127.50 =50.°          | Não avançou           | Não avançou           | Não avançou           | =50.°           | [ 55 ]        |
| Nelson Pessoa Filho                                                                        | Vivaldi                              | saltos individual | 28.00 60.°            | 39.50 =47.°           | DNS =58.°             | 67.50 65.°            | Não avançou           | Não avançou           | Não avançou           | 65.°            | [ 55 ]        |
| Carlos Vinícius Gonçalves da Motta Nelson Pessoa Filho Rodrigo Pessoa Vitor Alves Teixeira | Wendy Vivaldi Special Envoy Attack Z | saltos equipe     | _                     | _                     | _                     | _                     | 30.75 =13.°           | 21.00 10.°            | 51.75 10.°            | 10.°            | [ 56 ]        |

## Esgrima
Masculino
| Atleta             | Modalidade | Qualificação      | Qualificação | Eliminatória 1        | Eliminatória 2       | Eliminatória 3        | Repescagem           | Quartas de final     | Semifinal            | Final                | Colocação final | Referência(s) |
| Atleta             | Modalidade | Resultado         | Colocação    | Adversário Resultado  | Adversário Resultado | Adversário Resultado  | Adversário Resultado | Adversário Resultado | Adversário Resultado | Adversário Resultado | Colocação final | Referência(s) |
| ------------------ | ---------- | ----------------- | ------------ | --------------------- | -------------------- | --------------------- | -------------------- | -------------------- | -------------------- | -------------------- | --------------- | ------------- |
| Roberto Lazzarini  | espada     | Chave 2 4v-2d 3.° | 27.° Q       | USA Jon Normile V 2-1 | ROU Adrian Pop V 2-0 | SWE Péter Vánky D 0-2 | TCH Aleš Depta D 0-2 | Não avançou          | Não avançou          | Não avançou          | 20.°            | [ 57 ]        |
| Luciano Finardi    | espada     | Chave 3 1v-5d 7.° | =61.°        | Não avançou           | Não avançou          | Não avançou           | Não avançou          | Não avançou          | Não avançou          | Não avançou          | 61.°            | [ 57 ]        |
| Francisco Papaiano | espada     | Chave 1 1d-5v 7.° | 63.°         | Não avançou           | Não avançou          | Não avançou           | Não avançou          | Não avançou          | Não avançou          | Não avançou          | 63.°            | [ 57 ]        |
| Ricardo Menalda    | sabre      | Chave 2 0v-5d 6.° | 37.°         | Não avançou           | Não avançou          | Não avançou           | Não avançou          | Não avançou          | Não avançou          | Não avançou          | 37.°            | [ 58 ]        |

## Handebol
Masculino
Primeira fase
Grupo A
| D |  | Islândia | 19–18 | Brasil |  |  |  |

| D |  | Hungria | 27–21 | Brasil |  |  |  |

| D |  | Suécia | 22–15 | Brasil |  |  |  |

| D |  | Tchecoslováquia | 27–16 | Brasil |  |  |  |

| D |  | Coreia do Sul | 30–26 | Brasil |  |  |  |

Colocação no grupo: 6.°
Tabela - Grupo A
| Equipe          | Jogos | Vitórias | Empates | Derrotas | Gols pró | Gols contra | Saldo de gols | Pontos |
| --------------- | ----- | -------- | ------- | -------- | -------- | ----------- | ------------- | ------ |
| Suécia          | 5     | 5        | 0       | 0        | 120      | 86          | +44           | 10     |
| Islândia        | 5     | 3        | 1       | 1        | 101      | 99          | +2            | 7      |
| Coreia do Sul   | 5     | 3        | 0       | 2        | 114      | 117         | -3            | 6      |
| Hungria         | 5     | 2        | 0       | 3        | 102      | 108         | -6            | 4      |
| Tchecoslováquia | 5     | 1        | 1       | 3        | 94       | 92          | +2            | 3      |
| Brasil          | 5     | 0        | 0       | 5        | 96       | 125         | -29           | 0      |

|  | Classificados para as semifinais |
|  | Disputa de 5.° a 12.°            |

Disputa do 11.° lugar
| D |  | Egito | 27–24 | Brasil | (19-19•AET1>3-3•AET2>2-2•APS>3-0) |  |  |

Colocação final: 12.°
Equipe:
Cláudio Oliveira Brito
Drean Farencena Dutra
Édson Roberto Rizzo
Gilberto Jesus Cardoso
Ivan Bruno Macarrão Maziero
Ivan Petrolina Raimundo Pinheiro
José Luiz Aguiar e Ramalho
José Luiz Pancho Lopes Vieira
José Ronaldo SB do Nascimento
Marcelo Xexa Minhoto Ferraz de Sampaio
Miltinho Fonseca Pelissari
Osvaldo Jabá Inocente Filho
Paulo Rogério Moratore
Ricardo Matos Pereira
Rodrigo Hoffelder
Sérgio Carnasciali Cavichiolo

Referência(s): 

## Judô
Masculino
| Atleta                        | Modalidade       | Chave | Rodada 1                       | Rodada 2                          | Rodada 3             | Quartas de final            | Semifinal                     | Final de chave           | Repescagem                  | Disputa de 3.°       | Final                      | Colocação final | Referência(s) |
| Atleta                        | Modalidade       | Chave | Adversário Resultado           | Adversário Resultado              | Adversário Resultado | Adversário Resultado        | Adversário Resultado          | Adversário Resultado     | Adversário Resultado        | Adversário Resultado | Adversário Resultado       | Colocação final | Referência(s) |
| ----------------------------- | ---------------- | ----- | ------------------------------ | --------------------------------- | -------------------- | --------------------------- | ----------------------------- | ------------------------ | --------------------------- | -------------------- | -------------------------- | --------------- | ------------- |
| Shigueto Yamasaki Júnior      | peso ligeiro     | B     | Bye                            | TCH Petr Šedivák V Yusei-gachi    | _                    | POL Piotr Kamrowski D Ippon | Não avançou                   | Não avançou              | Não avançou                 | Não avançou          | Não avançou                | =19.°           | [ 60 ]        |
| Rogério Sampaio Cardoso       | peso meio-leve   | B     | Bye                            | POR Augusto Almeida V Ippon       | _                    | KOR Kim Sang-Mun V Ippon    | ARG Francisco Morales V Ippon | GER Udo Quellmalz V Chui | _                           | _                    | HUN József Csák V Waza-ari | 1.°             | [ 61 ]        |
| Sérgio Ricardo Souza Oliveira | peso leve        | B     | ESP Joaquín Ruiz D Yusei-gachi | Não avançou                       | Não avançou          | Não avançou                 | Não avançou                   | Não avançou              | Não avançou                 | Não avançou          | Não avançou                | =34.°           | [ 62 ]        |
| Ezequiel Dutra Paraguassu     | peso meio-médio  | A     | Bye                            | ZIM Patrick Matangi V Ippon       | _                    | KOR Kim Byeong-Ju D Ippon   | Não avançou                   | Não avançou              | Não avançou                 | Não avançou          | Não avançou                | =18.°           | [ 63 ]        |
| Wagner Castropil              | peso médio       | A     | Bye                            | AUS Chris Bacon D Yuko            | Não avançou          | Não avançou                 | Não avançou                   | Não avançou              | Não avançou                 | Não avançou          | Não avançou                | =21.°           | [ 64 ]        |
| Aurélio Miguel                | peso meio-pesado | B     | Bye                            | COD Mamute M'bonga V Hansoku-make | _                    | TCH Jiří Sosna V Keikoku    | HUN Antal Kovács D Waza-ari   | _                        | EUN Dmitry Sergeyev D Ippon | Não avançou          | Não avançou                | =9.°            | [ 65 ]        |
| José Mario Tranquillini       | peso pesado      | A     | BUL Dame Stoykov D Ippon       | Não avançou                       | Não avançou          | Não avançou                 | Não avançou                   | Não avançou              | Não avançou                 | Não avançou          | Não avançou                | =21.°           | [ 66 ]        |

Feminino
| Atleta                 | Modalidade       | Chave | Rodada 1                                     | Rodada 2                 | Rodada 3             | Quartas de final                         | Semifinal            | Final de chave       | Repescagem                                                     | Disputa de 3.°       | Final                | Colocação final | Referência(s) |
| Atleta                 | Modalidade       | Chave | Adversário Resultado                         | Adversário Resultado     | Adversário Resultado | Adversário Resultado                     | Adversário Resultado | Adversário Resultado | Adversário Resultado                                           | Adversário Resultado | Adversário Resultado | Colocação final | Referência(s) |
| ---------------------- | ---------------- | ----- | -------------------------------------------- | ------------------------ | -------------------- | ---------------------------------------- | -------------------- | -------------------- | -------------------------------------------------------------- | -------------------- | -------------------- | --------------- | ------------- |
| Andrea Berti Rodrigues | peso ligeiro     | A     | Bye                                          | JPN Ryoko Tamura D Ippon | _                    | _                                        | _                    | _                    | CUB Amarilis Savón D Shido                                     | Não avançou          | Não avançou          | =13.°           | [ 67 ]        |
| Patricia Bevilacqua    | peso meio-leve   | A     | CHN Li Zhongyun D Yusei-gachi                | _                        | _                    | _                                        | _                    | _                    | AUS Cathy Grainger V Yuko ARG Carolina Mariani D Yuko          | Não avançou          | Não avançou          | =9.°            | [ 68 ]        |
| Jemina Alves           | peso leve        | A     | CUB Driulis González D Waza-ari-wasete Ippon | _                        | _                    | _                                        | _                    | _                    | POL Maria Gontowicz-Szałas D Ippon                             | Não avançou          | Não avançou          | =13.°           | [ 69 ]        |
| Tânia Ishii            | peso meio-médio  | A     | CHN Zhang Di D Ippon                         | Não avançou              | Não avançou          | Não avançou                              | Não avançou          | Não avançou          | Não avançou                                                    | Não avançou          | Não avançou          | =20.°           | [ 70 ]        |
| Rosicléia Campos       | peso médio       | B     | Bye                                          | _                        | _                    | BEL Heidi Rakels D Waza-ari-wasete Ippon | Não avançou          | Não avançou          | Não avançou                                                    | Não avançou          | Não avançou          | =16.°           | [ 71 ]        |
| Soraia André           | peso meio-pesado | B     | Bye                                          | _                        | _                    | GBR Josie Horton D Ippon                 | _                    | _                    | USA Sandy Bacher D Yuko                                        | Não avançou          | Não avançou          | =13.°           | [ 72 ]        |
| Edilene Andrade        | peso pesado      | B     | CHN Zhuang Xiaoyan D Yusei-gachi             | _                        | _                    | _                                        | _                    | _                    | USA Colleen Rosensteel V Ippon GER Claudia Weber D Kiken-gachi | Não avançou          | Não avançou          | =9.°            | [ 73 ]        |

## Ginástica rítmica
Feminino
| Atleta                    | Modalidade | Qualificação | Qualificação | Qualificação | Qualificação | Qualificação | Qualificação | Qualificação | Final       | Final       | Final       | Final       | Final       | Final       | Final           | Referência(s) |
| Atleta                    | Modalidade | cordas       | bolas        | arcos        | maças        | fitas        | Total        | Colocação    | cordas      | bolas       | arcos       | maças       | fitas       | Total       | Colocação final | Referência(s) |
| ------------------------- | ---------- | ------------ | ------------ | ------------ | ------------ | ------------ | ------------ | ------------ | ----------- | ----------- | ----------- | ----------- | ----------- | ----------- | --------------- | ------------- |
| Marta Cristina Schonhurst | individual | 8.600 40.°   | 8.650 36.°   | 8.450 41.°   | 8.750 =30.°  | _            | 34.450       | 41.°         | Não avançou | Não avançou | Não avançou | Não avançou | Não avançou | Não avançou | 41.°            | [ 74 ]        |

## Remo
Masculino
| Atleta | Modalidade | Eliminatórias | Eliminatórias | Repescagem | Repescagem | Semifinal | Semifinal | Final     | Final     | Colocação final | Referência(s) |
| Atleta | Modalidade | Resultado     | Colocação     | Resultado  | Colocação  | Resultado | Colocação | Resultado | Colocação | Colocação final | Referência(s) |
| --- | ---------- | ------------- | ------------- | ---------- | ---------- | --------- | --------- | --------- | --------- | --------------- | ------------- |
| Carlos Alberto Sobrinho Carlos Alexandre de Almeida (timoneiro) Cláudio Mello Tavares                                                      | dois com   | 7:18.62       | 6.° R         | 7:21.51    | 4.° FC     | _         | _         | 7:32.49   | 1.° FC    | 13.°            | [ 75 ]        |
| Alexandre Xoxó Fernandes (timoneiro) Cleber Ferraz Leite José Augusto Loureiro Junior José Raimundo Gusmão Ribeiro Otávio D'Ávila Bandeira | quatro com | 6:45.54       | 6.° R         | 6:34.87    | 5.° FB     | _         | _         | 6:22.00   | 6.° FB    | 12.°            | [ 76 ]        |

## Vela
Masculino
| Atleta                          | Modalidade                      | Regatas             | Regatas             | Regatas             | Regatas             | Regatas             | Regatas             | Regatas                          | Regatas             | Regatas             | Regatas                             | Colocação final     | Referência(s) |
| Atleta                          | Modalidade                      | 1                   | 2                   | 3                   | 4                   | 5                   | 6                   | 7 (regata da medalha) finn e 470 | 8                   | 9                   | 10 (regata da medalha) windsurf (*) | Colocação final     | Referência(s) |
| Atleta                          | Modalidade                      | Pontuação Colocação | Pontuação Colocação | Pontuação Colocação | Pontuação Colocação | Pontuação Colocação | Pontuação Colocação | Pontuação Colocação              | Pontuação Colocação | Pontuação Colocação | Pontuação Colocação                 | Pontuação Colocação | Referência(s) |
| ------------------------------- | ------------------------------- | ------------------- | ------------------- | ------------------- | ------------------- | ------------------- | ------------------- | -------------------------------- | ------------------- | ------------------- | ----------------------------------- | ------------------- | ------------- |
| George Mulin Rebello            | classe windsurf (lechner A-390) | 28.00 22.°          | 51.00 DNF 43.°      | 8.00 4.°            | 27.00 21.°          | 19.00 13.°          | 33.00 27.°          | 21.00 15.°                       | 30.00 24.°          | 28.00 22.°          | 22.00 16.°                          | 267.00/216.00 19.°  | [ 77 ]        |
| Christoph Bergmann              | classe finn                     | 0.00 1.°            | 14.00 8.°           | 22.00 16.°          | 19.00 13.°          | 15.00 9.°           | 16.00 10.°          | 20.00 14.°                       | _                   | _                   | _                                   | 106.00/84.00 10.°   | [ 78 ]        |
| Bernardo Arndt Eduardo Melchert | classe 470                      | 35.00 29.°          | 0.00 1.°            | 38.00 32.°          | 24.00 18.°          | 33.00 27.°          | 11.70 6.°           | 13.00 7.°                        | _                   | _                   | _                                   | 154.70/119.70 13.°  | [ 79 ]        |

Feminino
| Atleta                                | Modalidade                      | Regatas             | Regatas             | Regatas             | Regatas             | Regatas             | Regatas             | Regatas                            | Regatas             | Regatas             | Regatas                             | Colocação final     | Referência(s) |
| Atleta                                | Modalidade                      | 1                   | 2                   | 3                   | 4                   | 5                   | 6                   | 7 (regata da medalha) europa e 470 | 8                   | 9                   | 10 (regata da medalha) windsurf (*) | Colocação final     | Referência(s) |
| Atleta                                | Modalidade                      | Pontuação Colocação | Pontuação Colocação | Pontuação Colocação | Pontuação Colocação | Pontuação Colocação | Pontuação Colocação | Pontuação Colocação                | Pontuação Colocação | Pontuação Colocação | Pontuação Colocação                 | Pontuação Colocação | Referência(s) |
| ------------------------------------- | ------------------------------- | ------------------- | ------------------- | ------------------- | ------------------- | ------------------- | ------------------- | ---------------------------------- | ------------------- | ------------------- | ----------------------------------- | ------------------- | ------------- |
| Christina Mattoso Maia Forte          | classe windsurf (lechner A-390) | 21.00 15.°          | 19.00 13.°          | 18.00 12.°          | 22.00 16.°          | 26.00 20.°          | 19.00 13.°          | 20.00 14.°                         | 20.00 14.°          | 18.00 12.°          | 31.00 PMS =14.°                     | 214.00/183.00 17.°  | [ 80 ]        |
| Márcia Pellicano                      | classe europa                   | 13.00 7.°           | 15.00 9.°           | 20.00 14.°          | 19.00 13.°          | 21.00 27.°          | 17.00 11.°          | 19.00 13.°                         | _                   | _                   | _                                   | 124.00/103.00 14.°  | [ 81 ]        |
| Cláudia Swan de Freitas Monica Scheel | classe 470                      | 24.00 PMS =10.°     | 8.00 4.°            | 23.00 17.°          | 18.00 12.°          | 22.00 16.°          | 18.00 12.°          | 11.70 6.°                          | _                   | _                   | _                                   | 124.70/100.70 15.°  | [ 82 ]        |

Aberto
| Atleta                                         | Modalidade             | Regatas             | Regatas             | Regatas             | Regatas             | Regatas             | Regatas             | Regatas               | Colocação final     | Referência(s) |
| Atleta                                         | Modalidade             | 1                   | 2                   | 3                   | 4                   | 5                   | 6                   | 7 (regata da medalha) | Colocação final     | Referência(s) |
| Atleta                                         | Modalidade             | Pontuação Colocação | Pontuação Colocação | Pontuação Colocação | Pontuação Colocação | Pontuação Colocação | Pontuação Colocação | Pontuação Colocação   | Pontuação Colocação | Referência(s) |
| ---------------------------------------------- | ---------------------- | ------------------- | ------------------- | ------------------- | ------------------- | ------------------- | ------------------- | --------------------- | ------------------- | ------------- |
| Marcelo Ferreira Torben Grael                  | classe star            | 14.00 8.°           | 3.00 2.°            | 23.00 17.°          | 11.70 6.°           | 33.00 PMS 26.°      | 33.00 DNS 26.°      | 14.00 8.°             | 131.70/98.70 11.°   | [ 83 ]        |
| Clinio Freitas Lars Grael                      | classe tornado         | 17.00 11.°          | 13.00 7.°           | 8.00 4.°            | 8.00 4.°            | 14.00 8.°           | 15.00 9.°           | 11.70 6.°             | 86.70/69.70 8.°     | [ 84 ]        |
| Daniel Adler José Augusto Dias José Paulo Dias | classe soling          | 22.00 16.°          | 19.00 13.°          | 10.00 5.°           | 17.00 11.°          | 15.00 9.°           | 23.00 17.°          | Não avançou (**)      | 106.00/83.00 13.°   | [ 85 ]        |
| Alan Adler Marcos Temke                        | classe flying dutchman | 26.00 20.°          | 11.70 6.°           | 10.00 5.°           | 14.00 8.°           | 29.00 23.°          | 23.00 17.°          | 18.00 12.°            | 131.70/102.70 13.°  | [ 86 ]        |

(*) As classes windsurf, tanto no masculino, quanto no feminino tiveram 10 regatas, ao invés das 7 tradicionais.
(**) Como teste, a classe soling teve 6 regatas classificatórias. As seis composições melhor colocadas após a 6.ª regata se classificavam para uma segunda fase de pontos corridos. Com os pontos da primeira fase zerados, todos corriam contra todos em mini-regatas de duas embarcações em cada confronto, cada país realizando cinco provas contra os demais classificados, coletando dois pontos por vitória. Ao fim das cinco rodadas as quatro melhores colocadas corriam mais duas regatas em formato de semifinal (1.° x 4.° e 2.° x 3.°) e finais (disputa pelo bronze para os perdedores das semifinais e disputa pelo ouro para os vencedores das semifinais).

## Tiro esportivo
Masculino
| Atleta               | Modalidade         | Resultado | Colocação | Referência(s) |
| -------------------- | ------------------ | --------- | --------- | ------------- |
| Wilson Scheidemantel | pistola de ar 10 m | 568.00    | 42.°      | [ 87 ]        |
| Wilson Scheidemantel | pistola livre 50 m | 545.00    | 35.°      | [ 88 ]        |

Feminino
| Atleta                       | Modalidade         | Resultado | Colocação | Referência(s) |
| ---------------------------- | ------------------ | --------- | --------- | ------------- |
| Tânia Mara Fassoni-Giansante | pistola de ar 10 m | 366.00    | =45.°     | [ 89 ]        |
| Tânia Mara Fassoni-Giansante | pistola livre 25 m | 563.00    | 38.°      | [ 90 ]        |

## Natação
Masculino
| Atleta                                                                          | Modalidade      | Eliminatória | Eliminatória | Semifinal   | Semifinal   | Final       | Final     | Referência(s) |
| Atleta                                                                          | Modalidade      | Resultado    | Colocação    | Resultado   | Colocação   | Resultado   | Colocação | Referência(s) |
| ------------------------------------------------------------------------------- | --------------- | ------------ | ------------ | ----------- | ----------- | ----------- | --------- | ------------- |
| Teófilo Ferreira                                                                | 50 m livre      | 24.13        | 3.°          | Não avançou | Não avançou | Não avançou | =41.°     | [ 91 ]        |
| Gustavo Borges                                                                  | 50 m livre      | 23.10        | 5.° q        | 23.01       | 5.°         | Não avançou | 13.°      | [ 91 ]        |
| Gustavo Borges                                                                  | 100 m livre     | 49.49        | 2.° Q        | _           | _           | 49.43       | 2.°       | [ 92 ]        |
| Gustavo Borges                                                                  | 200 m livre     | 1:51.42      | 7.°          | Não avançou | Não avançou | Não avançou | 22.°      | [ 93 ]        |
| Emmanuel Fortes Nascimento                                                      | 100 m livre     | 51.17        | 7.°          | Não avançou | Não avançou | Não avançou | 25.°      | [ 92 ]        |
| Cristiano Michelena                                                             | 200 m livre     | 1:51.04      | 4.°          | Não avançou | Não avançou | Não avançou | 21.°      | [ 93 ]        |
| Rogério Romero                                                                  | 100 m costas    | 57.28        | 2.°          | Não avançou | Não avançou | Não avançou | 21.°      | [ 94 ]        |
| Rogério Romero                                                                  | 200 m costas    | 2:00.99      | 5.° q        | 2:01.02     | 2.°         | Não avançou | 10.°      | [ 95 ]        |
| José Carlos Souza                                                               | 100 m borboleta | 54.78        | 5.° q        | 54.85       | 4.°         | Não avançou | 12.°      | [ 96 ]        |
| José Carlos Souza                                                               | 200 m medley    | 2:07.09      | 4.°          | Não avançou | Não avançou | Não avançou | 30.°      | [ 97 ]        |
| Eduardo Piccinini                                                               | 100 m borboleta | 54.87        | 6.°          | Não avançou | Não avançou | Não avançou | 18.°      | [ 96 ]        |
| Eduardo Piccinini                                                               | 200 m borboleta | 2:01.20      | 1.° q        | 2:01.87     | 7.°         | Não avançou | 15.°      | [ 98 ]        |
| André Teixeira                                                                  | 200 m borboleta | 2:01.39      | 6.°          | Não avançou | Não avançou | Não avançou | =19.°     | [ 98 ]        |
| Renato Ramalho                                                                  | 200 m medley    | 2:07.78      | 6.°          | Não avançou | Não avançou | Não avançou | 35.°      | [ 97 ]        |
| Renato Ramalho                                                                  | 400 m medley    | 4:29.28      | 2.°          | Não avançou | Não avançou | Não avançou | 22.°      | [ 99 ]        |
| Cristiano Michelena Emmanuel Fortes Nascimento Gustavo Borges José Carlos Souza | 4×100 m livre   | 3:20.50      | 2.° Q        | _           | _           | 3:20.99     | 6.°       | [ 100 ]       |
| Cristiano Michelena Emmanuel Fortes Nascimento Gustavo Borges Teófilo Ferreira  | 4×200 m livre   | 7:24.20      | 3.° Q        | _           | _           | 7:24.03     | 7.°       | [ 101 ]       |

## Tênis de mesa
Masculino
| Atleta                   | Modalidade | Fase de grupos          | Décimas sextas de final | Oitavas de final     | Quartas de final     | Semifinal            | Final                | Final           | Referência(s) |
| Atleta                   | Modalidade | Colocação               | Adversário Resultado    | Adversário Resultado | Adversário Resultado | Adversário Resultado | Adversário Resultado | Colocação final | Referência(s) |
| ------------------------ | ---------- | ----------------------- | ----------------------- | -------------------- | -------------------- | -------------------- | -------------------- | --------------- | ------------- |
| Cláudio Kano             | simples    | GD 2V-1D Games: 4-2 2.° | Não avançou             | Não avançou          | Não avançou          | Não avançou          | Não avançou          | =17.°           | [ 102 ]       |
| Hugo Hoyama              | simples    | GF 2V-1D Games: 5-2 2.° | Não avançou             | Não avançou          | Não avançou          | Não avançou          | Não avançou          | =17.°           | [ 102 ]       |
| Cláudio Kano Hugo Hoyama | duplas     | GD 0V-2D Games: 0-4 3.° | Não avançou             | Não avançou          | Não avançou          | Não avançou          | Não avançou          | =17.°           | [ 103 ]       |

Feminino
| Atleta                    | Modalidade | Fase de grupos          | Décimas sextas de final | Oitavas de final     | Quartas de final     | Semifinal            | Final                | Final           | Referência(s) |
| Atleta                    | Modalidade | Colocação               | Adversário Resultado    | Adversário Resultado | Adversário Resultado | Adversário Resultado | Adversário Resultado | Colocação final | Referência(s) |
| ------------------------- | ---------- | ----------------------- | ----------------------- | -------------------- | -------------------- | -------------------- | -------------------- | --------------- | ------------- |
| Lyanne Kosaka             | simples    | GO 0V-3D Games: 0-6 4.° | Não avançou             | Não avançou          | Não avançou          | Não avançou          | Não avançou          | =49.°           | [ 104 ]       |
| Monica Doti               | simples    | GN 0V-3D Games: 2-6 4.° | Não avançou             | Não avançou          | Não avançou          | Não avançou          | Não avançou          | =49.°           | [ 104 ]       |
| Lyanne Kosaka Monica Doti | duplas     | GF 0V-3D Games: 0-6 4.° | Não avançou             | Não avançou          | Não avançou          | Não avançou          | Não avançou          | =25.°           | [ 105 ]       |

## Tênis
Masculino
| Atleta                   | Modalidade | Trigésimas segundas de final                                   | Décimas sextas de final                    | Oitavas de final                          | Quartas de final                                   | Semifinal            | Decisão do bronze    | Final                | Colocação | Referência(s) |
| Atleta                   | Modalidade | Adversário Resultado                                           | Adversário Resultado                       | Adversário Resultado                      | Adversário Resultado                               | Adversário Resultado | Adversário Resultado | Adversário Resultado | Colocação | Referência(s) |
| ------------------------ | ---------- | -------------------------------------------------------------- | ------------------------------------------ | ----------------------------------------- | -------------------------------------------------- | -------------------- | -------------------- | -------------------- | --------- | ------------- |
| Jaime Oncins             | simples    | IOA Srđan Muškatirović V 3-2 (7–63•4–6 •6–1•4–6•6–1)           | USA Michael Chang V 3-1 (6–2•3-6 •6–3•6–3) | NED Mark Koevermans V 3-0 (7–61 •6–0•7–62 | EUN Andrey Cherkasov D 2-3 (1-6•4-6•7-63 •6-4•2-6) | Não avançou          | Não avançou          | Não avançou          | =5.°      | [ 106 ]       |
| Luiz Mattar              | simples    | NED Paul Haarhuis D 1-3 (6-4•3-6•2-6• 2-6)                     | Não avançou                                | Não avançou                               | Não avançou                                        | Não avançou          | Não avançou          | Não avançou          | =33.°     | [ 106 ]       |
| Jaime Oncins Luiz Mattar | duplas     | ESP Sánchez Vicario Sergio Casal D 2-3 (3-6•6-3• 7-64•3-6•1-6) | Não avançou                                | Não avançou                               | Não avançou                                        | Não avançou          | Não avançou          | Não avançou          | =17.°     | [ 107 ]       |

Feminino
| Atleta      | Modalidade | Trigésimas segundas de final                  | Décimas sextas de final | Oitavas de final     | Quartas de final     | Semifinal            | Decisão do bronze    | Final                | Colocação | Referência(s) |
| Atleta      | Modalidade | Adversário Resultado                          | Adversário Resultado    | Adversário Resultado | Adversário Resultado | Adversário Resultado | Adversário Resultado | Adversário Resultado | Colocação | Referência(s) |
| ----------- | ---------- | --------------------------------------------- | ----------------------- | -------------------- | -------------------- | -------------------- | -------------------- | -------------------- | --------- | ------------- |
| Dadá Vieira | simples    | SUI Manuela Maleeva-Fragnière D 0-2 (2–6•3–6) | Não avançou             | Não avançou          | Não avançou          | Não avançou          | Não avançou          | Não avançou          | =33.°     | [ 108 ]       |

## Voleibol
Masculino
Primeira fase
Grupo B
| V |  | Brasil | 3–0 | Coreia do Sul | (15-13•16-14•15-7) |  |  |

| V |  | Brasil | 3–1 | Equipa Unificada | (15-6•15-7•9-15•16-14) |  |  |

| V |  | Brasil | 3–0 | Países Baixos | (15-11•15-9•15-4) |  |  |

| V |  | Brasil | 3–1 | Cuba | (15-6•15-8•12-15•15-6) |  |  |

| V |  | Brasil | 3–0 | Argélia | (15-8•15-13•15-9) |  |  |

Colocação no grupo: 1.° Q
Tabela - Grupo B
| Equipe           | Jogos | Vitórias | Derrotas | Sets pró | Sets contra | Saldo de sets | Pontos |
| ---------------- | ----- | -------- | -------- | -------- | ----------- | ------------- | ------ |
| Brasil           | 5     | 5        | 0        | 15       | 2           | +13           | 10     |
| Cuba             | 5     | 4        | 1        | 13       | 5           | +8            | 9      |
| Equipa Unificada | 5     | 3        | 2        | 11       | 7           | +4            | 8      |
| Países Baixos    | 5     | 2        | 3        | 8        | 9           | -1            | 7      |
| Coreia do Sul    | 5     | 1        | 4        | 3        | 12          | -9            | 6      |
| Argélia          | 5     | 0        | 5        | 0        | 15          | -15           | 5      |

|  | Classificados para as quartas de final |
|  | Disputa de 9.° e 10.°                  |
|  | Disputa de 11.° e 12.°                 |

Quartas de final
| V |  | Brasil | 3–0 | Japão | (15-12•15-5•15-12) |  |  |

Semifinal
| V |  | Brasil | 3–1 | Estados Unidos | (12-15•15-8•15-9•15-12) |  |  |

Final
| V |  | Brasil | 3–0 | Países Baixos | (15-12•15-8•15-5) |  |  |

Colocação final: 1.°
Equipe:
Amauri Ribeiro
André Felippe Pampa
Carlão Gouveia
Douglas Chiarotti
Giovane Gávio
Janelson Carvalho
Jorge Édson
Marcelo Negrão
Maurício Lima
Paulão Jukoski
Talmo Oliveira
Tande Samuel

Referência(s): 
Feminino
Primeira fase
Grupo B
| V |  | Brasil | 3–1 | Países Baixos | (15-9•15-3•11-15•15-7) |  |  |

| D |  | Cuba | 3–1 | Brasil | (15-11•3-15•15-13•15-9) |  |  |

| V |  | Brasil | 3–2 | China | (15-9•7-15•15-11•14-16•15-12) |  |  |

Colocação no grupo: 2.° Q
Tabela - Grupo B
| Equipe        | Jogos | Vitórias | Derrotas | Sets pró | Sets contra | Saldo de sets | Pontos |
| ------------- | ----- | -------- | -------- | -------- | ----------- | ------------- | ------ |
| Cuba          | 3     | 3        | 0        | 9        | 2           | +7            | 6      |
| Brasil        | 3     | 2        | 1        | 7        | 6           | +1            | 5      |
| Países Baixos | 3     | 1        | 2        | 4        | 8           | -4            | 4      |
| China         | 3     | 0        | 3        | 5        | 9           | -4            | 3      |

|  | Classificado para as semifinais        |
|  | Classificados para as quartas de final |
|  | Disputa de 7.° e 8.°                   |

Quartas de final
| V |  | Brasil | 3–1 | Japão | (14-16•15-13•15-13•15-9) |  |  |

Semifinal
| D |  | Equipa Unificada | 3–1 | Brasil | (15-10•13-15•15-5•15-5) |  |  |

Decisão do 3.° lugar
| D |  | Estados Unidos | 3–0 | Brasil | (15-8•15-6•15-13) |  |  |

Colocação final: 4.°
Equipe:
Ana Flávia Sanglard
Ana Lúcia Barros
Ana Moser
Ana Paula Henkel
Cilene Drewnick
Fernanda Venturini
Hélia Fofão
Hilma Caldeira
Ida Álvares
Leila Barros
Márcia Fu
Tina Lopes

Referência(s): 

## Levantamento de peso
Masculino
| Atleta                        | Modalidade                   | Arranco   | Arranco   | Arremesso | Arremesso | Total  | Colocação final | Referência(s) |
| Atleta                        | Modalidade                   | Resultado | Colocação | Resultado | Colocação | Total  | Colocação final | Referência(s) |
| ----------------------------- | ---------------------------- | --------- | --------- | --------- | --------- | ------ | --------------- | ------------- |
| Emilson Dimas da Silva Dantas | peso sub-pesado (até 100 kg) | 150.00    | =19.°     | 190.00    | =16.°     | 340.00 | 18.°            | [ 111 ]       |

## Luta Olímpica
Masculino
Luta Livre
| Atleta                         | Modalidade             | Grupo | Rodada 1 Adversário Resultado | Rodada 2 Adversário Resultado  | Rodada 3 Adversário Resultado | Rodada 4 Adversário Resultado | Rodada 5 Adversário Resultado | Rodada final Adversário Resultado | Colocação | Referência(s) |
| ------------------------------ | ---------------------- | ----- | ----------------------------- | ------------------------------ | ----------------------------- | ----------------------------- | ----------------------------- | --------------------------------- | --------- | ------------- |
| Roberto Leitão das Neves Filho | peso médio (até 82 kg) | A     | ROU Nicolae Ghiță D 1–16 =7.° | FRA Alcide Legrand D 0–15 =9.° | Não avançou                   | Não avançou                   | Não avançou                   | Não avançou                       | =17.°     | [ 112 ]       |

## Voleibol de praia- demonstração
O Circuito Mundial de Voleibol de Praia de 1992 foi a sexta edição das séries internacionais de vôlei de praia organizadas pela Federação Internacional de Voleibol (FIVB) para o naipe masculino e a primeira edição para o naipe feminino. Para a edição 1992, o Circuito incluiu cinco torneios masculinos (Sydney, Rio de Janeiro, Enoshima, Lignano e Almería) e um torneio feminino (Almería). Os torneios de Almería ocorreram em paralelo com a Barcelona 1992, embora organizado pela FIVB, serviram como torneio de demonstração para que às vistas do COI fosse avaliada a possibilidade de incluir o esporte como disciplina no programa Olímpico, o que aconteceu oficialmente nos Jogos seguintes, em Atlanta.
24 duplas iniciaram o torneio masculino e 10 duplas participaram do torneio feminino. Dessas, cinco duplas eram brasileiras e três subiram ao pódio. Abaixo a lista com o top 8 de ambos os torneios.
Masculino
Classificação
| Colocação | Atletas                                          |
| --------- | ------------------------------------------------ |
| 1.°       | Estados Unidos Randy Stoklos / Sinjin Smith      |
| 2.°       | Brasil Eduardo Garrido / Roberto Moreira         |
| 3.°       | Brasil André Lima / Guilherme Marques            |
| 4.°       | Noruega Bjørn Maaseide / Jan Kvalheim            |
| 5.°       | França Christian Penigaud / Jean-Philippe Jodard |
| 6.°       | Cuba Eugenio Ortiz / Osvaldo Abreu               |
| 7.°       | Brasil Paulão Moreira / Paulo Emílio Silva       |
| 8.°       | Estados Unidos Steve Obradovich / Steve Timmons  |

Referência(s): 
Feminino
Classificação
| Colocação | Atletas                                       |
| --------- | --------------------------------------------- |
| 1.°       | Estados Unidos Karolyn Kirby / Nancy Reno     |
| 2.°       | Estados Unidos Angela Rock / Linda Chisholm   |
| 3.°       | Brasil Roseli Ana Timm / Roseliane dos Santos |
| 4.°       | Brasil Isabel Salgado / Jaqueline Silva       |
| 5.°       | Austrália Anita Spring / Jacqui Vukosa        |
| 6.°       | Austrália Chris Wilson / Lisa Willcocks       |
| 7.°       | Hungria Gyöngyi Polanyi / Jurdit Danada       |
| 8.°       | Alemanha Alexandra Bruhn / Ariane Radfan      |

Referência(s): 

## Multimedalhistas
Nesta seção listam-se os atletas brasileiros detentores de pelo menos 2 pódios Olímpicos, desde as edições pregressas, até essa edição. A ordem de classificação se segue pelos seguintes critérios:
1. Maior número de medalhas de ouro;
2. Maior número de medalhas de prata;
3. Maior número de medalhas de bronze;
4. Conquista mais antiga;
5. Esporte ou modalidade mais antiga no programa Olímpico;
6. Ordem alfabética.

| Posição | Atleta                    | Esporte        | Ouro | Prata | Bronze | Jogos            | Medalha de ouro | Medalha de prata | Medalha de bronze | Total de medalhas |
| ------- | ------------------------- | -------------- | ---- | ----- | ------ | ---------------- | --------------- | ---------------- | ----------------- | ----------------- |
| 1.°     | Adhemar Ferreira da Silva | Atletismo      | 2    | 0     | 0      | Helsinque 1952   | 1               | 0                | 0                 | 2                 |
| 1.°     | Adhemar Ferreira da Silva | Atletismo      | 2    | 0     | 0      | Melbourne 1956   | 1               | 0                | 0                 | 2                 |
| 2.°     | Joaquim Cruz              | Atletismo      | 1    | 1     | 0      | Los Angeles 1984 | 1               | 0                | 0                 | 2                 |
| 2.°     | Joaquim Cruz              | Atletismo      | 1    | 1     | 0      | Seul 1988        | 0               | 1                | 0                 | 2                 |
| 3.°     | Amauri Ribeiro            | Vôlei          | 1    | 1     | 0      | Los Angeles 1984 | 0               | 1                | 0                 | 2                 |
| 3.°     | Amauri Ribeiro            | Vôlei          | 1    | 1     | 0      | Barcelona 1992   | 1               | 0                | 0                 | 2                 |
| 4.°     | Guilherme Paraense        | Tiro esportivo | 1    | 0     | 1      | Antuérpia 1920   | 1               | 0                | 1                 | 2                 |
| 5.°     | Ademir Roque              | Futebol        | 0    | 2     | 0      | Los Angeles 1984 | 0               | 1                | 0                 | 2                 |
| 5.°     | Ademir Roque              | Futebol        | 0    | 2     | 0      | Seul 1988        | 0               | 1                | 0                 | 2                 |
| 6.°     | Luiz Carlos Winck         | Futebol        | 0    | 2     | 0      | Los Angeles 1984 | 0               | 1                | 0                 | 2                 |
| 6.°     | Luiz Carlos Winck         | Futebol        | 0    | 2     | 0      | Seul 1988        | 0               | 1                | 0                 | 2                 |
| 7.°     | Afrânio da Costa          | Tiro esportivo | 0    | 1     | 1      | Antuérpia 1920   | 0               | 1                | 1                 | 2                 |
| 8.°     | Nelson Prudêncio          | Atletismo      | 0    | 1     | 1      | México 1968      | 0               | 1                | 0                 | 2                 |
| 8.°     | Nelson Prudêncio          | Atletismo      | 0    | 1     | 1      | Munique 1972     | 0               | 0                | 1                 | 2                 |
| 9.°     | Torben Grael              | Vela           | 0    | 1     | 1      | Los Angeles 1984 | 0               | 1                | 0                 | 2                 |
| 9.°     | Torben Grael              | Vela           | 0    | 1     | 1      | Seul 1988        | 0               | 0                | 1                 | 2                 |
| 10.°    | Zenny Algodão             | Basquete       | 0    | 0     | 2      | Londres 1948     | 0               | 0                | 1                 | 2                 |
| 10.°    | Zenny Algodão             | Basquete       | 0    | 0     | 2      | Roma 1960        | 0               | 0                | 1                 | 2                 |
| 11.°    | Amaury Pasos              | Basquete       | 0    | 0     | 2      | Roma 1960        | 0               | 0                | 1                 | 2                 |
| 11.°    | Amaury Pasos              | Basquete       | 0    | 0     | 2      | Tóquio 1964      | 0               | 0                | 1                 | 2                 |
| 12.°    | Antonio Sucar             | Basquete       | 0    | 0     | 2      | Roma 1960        | 0               | 0                | 1                 | 2                 |
| 12.°    | Antonio Sucar             | Basquete       | 0    | 0     | 2      | Tóquio 1964      | 0               | 0                | 1                 | 2                 |
| 13.°    | Carlos Mosquito           | Basquete       | 0    | 0     | 2      | Roma 1960        | 0               | 0                | 1                 | 2                 |
| 13.°    | Carlos Mosquito           | Basquete       | 0    | 0     | 2      | Tóquio 1964      | 0               | 0                | 1                 | 2                 |
| 14.°    | Carmo Rosa Branca         | Basquete       | 0    | 0     | 2      | Roma 1960        | 0               | 0                | 1                 | 2                 |
| 14.°    | Carmo Rosa Branca         | Basquete       | 0    | 0     | 2      | Tóquio 1964      | 0               | 0                | 1                 | 2                 |
| 15.°    | Edson Bispo               | Basquete       | 0    | 0     | 2      | Roma 1960        | 0               | 0                | 1                 | 2                 |
| 15.°    | Edson Bispo               | Basquete       | 0    | 0     | 2      | Tóquio 1964      | 0               | 0                | 1                 | 2                 |
| 16.°    | Jatyr Schall              | Basquete       | 0    | 0     | 2      | Roma 1960        | 0               | 0                | 1                 | 2                 |
| 16.°    | Jatyr Schall              | Basquete       | 0    | 0     | 2      | Tóquio 1964      | 0               | 0                | 1                 | 2                 |
| 17.°    | Wlamir Marques            | Basquete       | 0    | 0     | 2      | Roma 1960        | 0               | 0                | 1                 | 2                 |
| 17.°    | Wlamir Marques            | Basquete       | 0    | 0     | 2      | Tóquio 1964      | 0               | 0                | 1                 | 2                 |
| 18.°    | Reinaldo Conrad           | Vela           | 0    | 0     | 2      | México 1968      | 0               | 0                | 1                 | 2                 |
| 18.°    | Reinaldo Conrad           | Vela           | 0    | 0     | 2      | Montreal 1976    | 0               | 0                | 1                 | 2                 |
| 19.°    | João Carlos de Oliveira   | Atletismo      | 0    | 0     | 2      | Montreal 1976    | 0               | 0                | 1                 | 2                 |
| 19.°    | João Carlos de Oliveira   | Atletismo      | 0    | 0     | 2      | Moscou 1980      | 0               | 0                | 1                 | 2                 |

## Medalhas
| Medalha | Atleta | Esporte  | Modalidade     | Data       |
| ------- | --- | -------- | -------------- | ---------- |
| Ouro    | Rogério Sampaio | Judô     | peso meio-leve | 01/08/1992 |
| Ouro    | Seleção Brasileira de Voleibol Masculino Amauri Ribeiro André Felippe Pampa Carlão Gouveia Douglas Chiarotti Giovane Gávio Janelson Carvalho Jorge Édson Marcelo Negrão Maurício Lima Paulão Jukoski Talmo Oliveira Tande Samuel | Voleibol | equipe quadra  | 09/08/1992 |
| Prata   | Gustavo Borges | Natação  | 100 m livre    | 28/07/1992 |

| Medalhas por esporte | Medalhas por esporte | Medalhas por esporte | Medalhas por esporte | Medalhas por esporte |
| Esporte              | Medalha de ouro      | Medalha de prata     | Medalha de bronze    | Total de medalhas    |
| -------------------- | -------------------- | -------------------- | -------------------- | -------------------- |
| Natação              | 0                    | 1                    | 0                    | 1                    |
| Judô                 | 1                    | 0                    | 0                    | 1                    |
| Voleibol             | 1                    | 0                    | 0                    | 1                    |
| Total                | 2                    | 1                    | 0                    | 3                    |

## Medalhas de Exibição
| Medalha | Atleta                               | Esporte           | Modalidade  | Data       |
| ------- | ------------------------------------ | ----------------- | ----------- | ---------- |
| Prata   | Eduardo Garrido Roberto Moreira      | Voleibol de praia | dupla praia | 15/08/1992 |
| Bronze  | André Lima Guilherme Marques         | Voleibol de praia | dupla praia | 15/08/1992 |
| Bronze  | Roseli Ana Timm Roseliane dos Santos | Voleibol de praia | dupla praia | 15/08/1992 |

| Medalhas por esporte de exibição | Medalhas por esporte de exibição | Medalhas por esporte de exibição | Medalhas por esporte de exibição | Medalhas por esporte de exibição |
| Esporte                          | Medalha de ouro                  | Medalha de prata                 | Medalha de bronze                | Total de medalhas                |
| -------------------------------- | -------------------------------- | -------------------------------- | -------------------------------- | -------------------------------- |
| Voleibol de praia                | 0                                | 1                                | 2                                | 3                                |
| Total                            | 0                                | 1                                | 2                                | 3                                |